# Cesta panujícího
Cesta panujícího je svérázné charismatické společenství působící v Olomouci a založené Čechoaustralanem Johnem (Janem) Podmolikem, jež český religionista Zdeněk Vojtíšek řadí k hnutí Víry.
Jan Podmolik emigroval do Austrálie, kde se podle svých slov stal křesťanem a rovněž pocítil potřebu "přinést českému národu doslovný překlad Bible". K tomu využil několik anglických překladů, z nichž některé nejsou v současné biblistice přijímány bez výhrad. Vytvořil tak překlad nazvaný Nový kovenant, jenž se (podobně jako jeho internetové stránky) vyznačuje užitím svérázných anglicismů či svébytných výrazů oproti běžné slovní zásobě z oblasti křesťanství (utrhnutí = vytržení, festivaly = svátky, slavnosti, sermon = kázání aj.).
Když se Jan Podmolik po sametové revoluci vrátil do Československa, založil v Olomouci sbor Cesta panujícího a stal se jeho pastorem.
Společenství vykazuje mileniální rysy, což lze spatřit například ze série kázání Žijeme ve dnech před utrhnutím.